# ويسترن وول بلازا (حائط البراق)

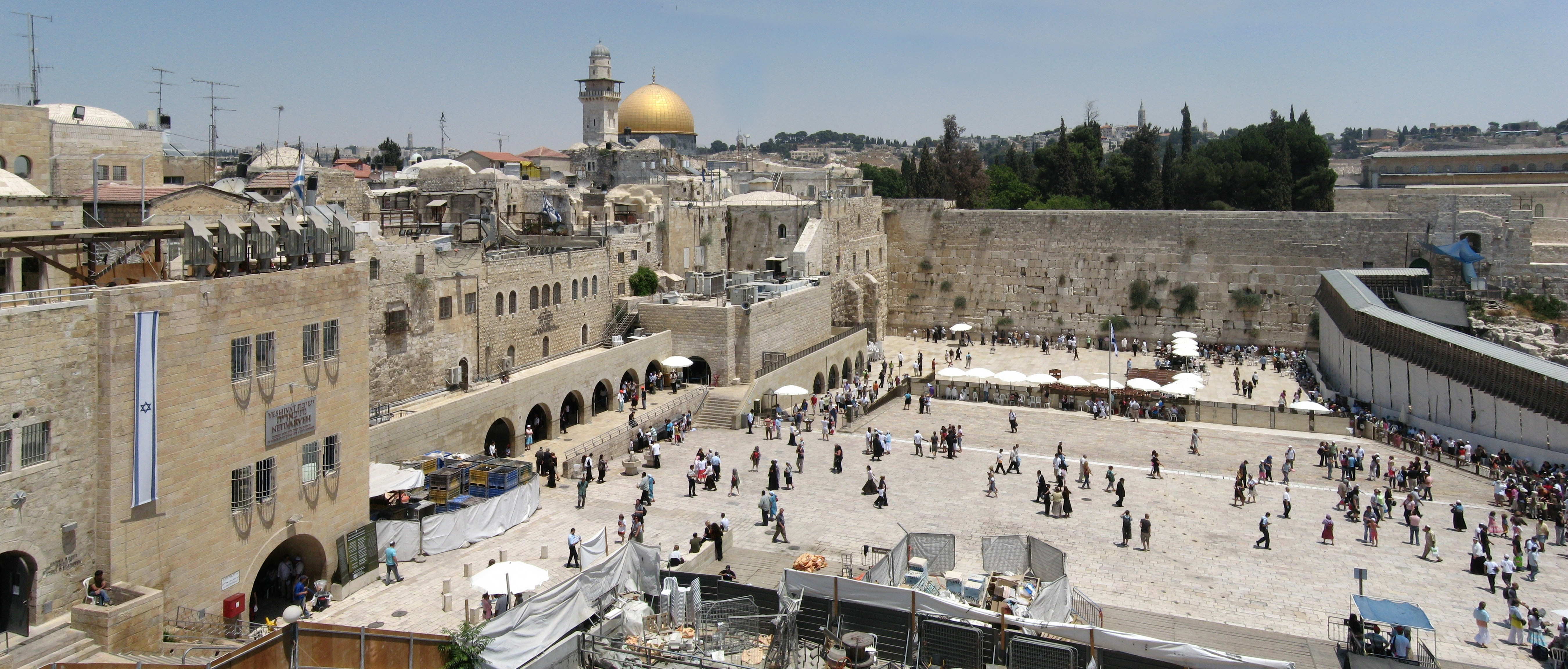
حائط البراق مع حائط البراق في الخلفية

الحائط الغربي بلازا هي ساحة عامة كبيرة تقع بجوار حائط البراق في الحي اليهودي في البلدة القديمة في القدس. أنشأت في عام 1967م نتيجة تدمير حي حارة المغاربة في أعقاب حرب الأيام الستة مباشرة.

## موقع
يتاخم الحائط الغربي بلازا حائط البراق، وهو جزء من الجدار الاستنادي القديم الذي أقامه هيرودس العظيم لتطويق وزيادة منطقة سطح جبل الهيكل. بصرف النظر عن الحائط الغربي إلى الشرق، يحد الساحة من جانبها الشمالي مركز سلسلة الأجيال، يشيفات نيتيف أرييه ونفق حائط البراق، وهذا الأخير يتيح أيضًا الوصول إلى الحي الإسلامي عبر اتصال إضافي بشارع هاجاي؛ بواسطة أيش ها توراه، ومدرسة بورات يوسف الدينية والحي اليهودي عبرسلالم يهودا هاليفي على الجانب الغربي لها. وبجانب الحديقة الأثرية في القدس من الجنوب. الوصول إلى الساحة من الجنوب عبر بوابة المغاربة.
تبلغ مساحة الساحة 10000 متر مربع ويمكن أن تستوعب ما يصل إلى 400000 شخص يوميًا.

## تاريخ
كان الموقع هو موقع حارة المغاربة، وهو حي أسسه الأفضل، ابن صلاح الدين، عام 1193 للمسلمين المغاربة. اقتصر الوصول إلى الحائط الغربي على شارع ضيق يمر عبر الحي مما أدى في بعض الأحيان إلى احتكاكات مع السكان المحليين. في عام 1887م، حاول بارون روتشيلد دون جدوى شراء الحي وإعادة توطين سكانه في أماكن إقامة أفضل في مكان آخر.
بعد ثلاثة أيام من احتلال الجيش الإسرائيلي للمدينة القديمة في حرب الأيام الستة عام 1967م، شرع العمال الذين تحرسهم القوات بإزالة مرحاض عام متصل بحائط المبكى. بعد ذلك مباشرة، قدم طلب إلى سكان الحي المغربي لإخلاء جميع المنازل البالغ عددها 135 منزلًا، والتي هدمت جنبًا إلى جنب مع مسجد الشيخ عيد لإفساح المجال للحائط. حصل تحسباً لعطلة عيد الأسابيع القادمة، والتي كان من المتوقع خلالها أن يسعى عدة آلاف إلى زيارة الموقع. كما اعتُبرت فرصة لن تعود بسبب الفوضى التي سادت في أعقاب الحرب مباشرة. الأثر الوحيد الباقي من الحي هو جسر المغاربة، الذي يطل على الساحة وينتهي عند بوابة المغاربة، مما يسمح بالوصول إلى جبل الهيكل أعلاه.
في 8 تشرين الأول 1990، خلال الانتفاضة الأولى، رُشِقَ المصلين اليهود في الساحة بالحجارة من قبل فلسطينيين كانوا يحضرون الصلاة في المسجد الأقصى، الذي يقع فوق ساحة الحرم القدسي.

## علم الآثار
حدثت الحفريات الأثرية في الطرف الشمالي الغربي من حائط البراق بلازا، ج. 100 متر غرب جبل الهيكل.

### فترة الهيكل الأول المتأخرة
توصل علماء الآثار إلى العديد من اكتشافات فترة الهيكل الأول المتأخرة المميزة لمملكة يهوذا في الفترة ما بين نهاية القرن الثامن قبل الميلاد وتدمير القدس في عام 586 قبل الميلاد. وشمل ذلك بقايا مبانٍ،  بعضها على ارتفاع أكثر من مترين. اكتشفت كمية كبيرة من الفخار، بما في ذلك العديد من تماثيل الخصوبة والحيوانات ومقابض جرار عليها نقش مختوم «LMLK». نقش آخر بالخط العبراني القديم يقول «[يعود] لملك الخليل».
كما عثر على ختم من فترة الهيكل الأول مصنوع من حجر شبه كريم يحتوي على كتابة عبرية قديمة تتضمن الاسم «نتنياهو بن ياوش». نتنياهو هو اسم ورد عدة مرات في كتاب ارميا بينما يظهر اسم ياوش في حروف لخيش. ومع ذلك، فإن مجموعة الأسماء لم تكن معروفة للعلماء.

### الفترة الرومانية المتأخرة
خلال نفس جزء الحفريات من القرن الثاني الروماني CEأكتشفت كاردو الشرقية، وكذلك شريحة الشارع مؤرخة حوالي 130 م، وتؤدي غربا بأتجاه جبل الهيكل.[بحاجة لمصدر]

### الاكتشافات الحديثة
في أكتوبر عام 2020، أعلن علماء الآثار ومنهم الدكتور باراك مونكندام-غيفون من سلطة الآثار الإسرائيلية عن اكتشاف عمره 2700-عاماً شيكل وزن الحجر الجيري يعود تاريخها إلى فترة الهيكل الأول. وفقًا لسلطة الآثار الإسرائيلية، كان هناك رمزان مصريان متوازيان يشبهان غاما اليونانية على سطح 23 جرامًا من الحجر المستدير الأملس ويؤكدان تطور التجارة في القدس القديمة.

## استعمال
الساحة مقسمة بجدار منخفض من حجر القدس إلى قسمين. قسم أصغر مجاور مباشرة لحائط المبكى، ومقسّم إلى قسمين بواسطة مشيتزا للجنس الآخر، يعمل كمعبد يهودي في الهواء الطلق. منذ ذلك الحين أصبح مكانًا شهيرًا لإقامة احتفالات بار متسفا.
يعمل القسم الأكبر غربًا وجنوبًا مباشرة من القسم الأصغر كمنطقة فائض للحشود بالنسبة للقسم الأول، ولكنه في حد ذاته يعمل كموقع لمراسم تعريف جنود الجيش الإسرائيلي.
في حين أن الساحة مفتوحة للجميع، توظف وزارة الخدمات الدينية حراسًا محتشمين لضمان ارتداء الزائرين بشكل مناسب لقداسة الموقع ولتكريم المصلين.

## خطط أخرى
في أغسطس 1967، دعي المهندس المعماري يوسف شنبرغر لتقديم تصميم للساحة، ولكن سرعان ما أصبحت فكرته الأولى من بين العديد من الأفكار التي نسفها لوحات التخطيط.
في عام 1970، أقترح مهندس المناظر الطبيعية شلومو أرونسون حفر الساحة الشرقية وصولاً إلى مستوى الشارع في فترة الهيكل الثاني.
في عام 1972، وقع عقد مع موشيه صفدي لتقديم اقتراح للساحة. اتبع خطة أهارونسون إلى حد ما، مع سلسلة من الساحات المتدرجة التي تنزل إلى مستوى الشارع في العصر الهيرودي المتاخم لحائط المبكى، لكن اقتراحه الغي أيضًا.
في عام 1976، ترأس إيروين شيمرون لجنة شمرون، التي تم أنشأت لاستكشاف جميع الخيارات لتطوير الساحة. وأوصت اللجنة بتنفيذ اقتراح صفدي دون أن يأتي شيء منه حتى الآن.